# 貝居安修會
貝居安修會（荷蘭語：Begijnen en begarden）是活躍於十三世紀至十六世紀歐洲低地國家的一個以女性為主的基督教教派。其成員居住在半修道院，但沒有正式加入宗教信仰的儀式。也就是說，雖然她們答應不嫁人，但可以隨時離開而不受約束。貝居安修會是十三世紀的大型精神復興運動的一部分，強調通過自願貧困、照顧窮人和病人以及宗教信仰來模仿基督的生命。

## 詞源
「貝居安」（英語：beguine；拉丁語：beguinas；荷蘭語：begijn）一字來源不明，而且很可能是貶義的。當代的學者們不再信任1911年《大英百科全書》所述：其名稱來自列日一位神父蘭伯特·貝格的名字。其他的說法還有來自聖貝佳的名字，以及一個相像中的古老撒克遜文字「beggen」，意即“乞求”或“祈禱”。